# Tobias Rohrmoser
Tobias Rohrmoser (* 4. Februar 2007) ist ein österreichischer Fußballspieler.

## Karriere

### Verein
Rohrmoser begann seine Karriere bei der Union Henndorf. Im März 2014 wechselte er in die Jugend des FC Red Bull Salzburg, in der er ab der Saison 2021/22 auch sämtliche Altersstufen in der Akademie durchlief. Zur Saison 2025/26 rückte er in den Kader des zweitklassigen Farmteams FC Liefering.
Sein Debüt in der 2. Liga gab er im August 2025, als er am zweiten Spieltag jener Saison gegen den SK Rapid Wien II in der Startelf stand.

### Nationalmannschaft
Rohrmoser spielte zwischen Jänner und Juni 2025 fünfmal für die österreichische U-18-Auswahl.